# Carteret County
Carteret County är ett administrativt område i delstaten North Carolina, USA, med 66 469 invånare. Den administrativa huvudorten (county seat) är Beaufort. 

## Geografi
Enligt United States Census Bureau har countyt en total area på 3 473 km². 1 346 km² av den arean är land och 2 126 km² är vatten.  

### Angränsande countyn

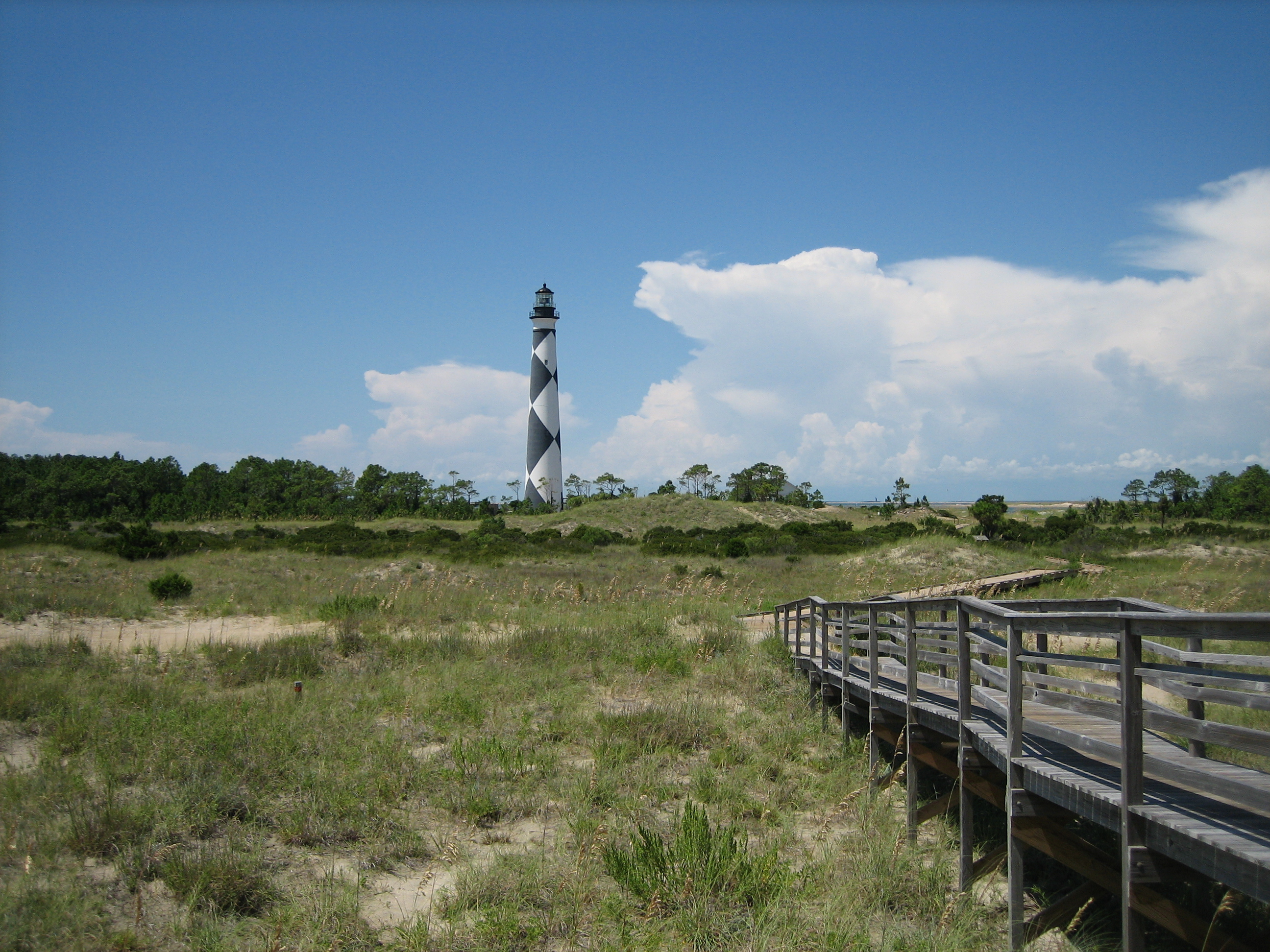
Cape Lookout Lighthouse i Cape Lookout National Seashore.

- Craven County - nord
- Pamlico County - nord
- Hyde County - nordost
- Onslow County - väst-sydväst
- Jones County - väst-nordväst